# Punk Rock is Your Friend: Sampler 4
Punk Rock is Your Friend: Sampler 4 is het vierde compilatiealbum van het Amerikaanse punklabel Kung Fu Records. Het album werd uitgegeven op 1 juli 2003 en bevat zowel nummers van bands die wel een contract bij het label hadden alsook bands zonder contract bij het label. Het bevat ook videomateriaal, waaronder fragmenten van de stand-upcomedian Gregg Turkington en enkele videoclips.

## Nummers
1. "Turtleneck Coverup" - Ozma
2. "Drama Club Romance" - Audio Karate
3. "Say it If You Mean It" - Tsunami Bomb
4. "Disconnected Youth" - The God Awfuls
5. "Count to Ten" - The Vandals
6. "Too Late to Start Over" - Useless ID
7. "S.O.S." (live) - One Man Army
8. "Bad Case of Broken Heart" - The Ataris
9. "Useless Words" - Antifreeze
10. "Game Over" - Ozma
11. "Rosemead" - Audio Karate
12. "I'm Becoming You" - The Vandals
13. "Top 40 Hit" - Tsunami Bomb
14. "Bring Me Down" - Useless ID
15. "Lezbian Girlfriend" - Mi6
16. "Question" - Antifreeze
17. "Take Me Back" - The Ataris